# Perlamantispa dorsalis
Perlamantispa dorsalis är en insektsart som först beskrevs av Wilhelm Ferdinand Erichson 1839.  Perlamantispa dorsalis ingår i släktet Perlamantispa och familjen fångsländor. Inga underarter finns listade i Catalogue of Life.